# سیارک ۳۲۵۸
سیارک ۳۲۵۸ (به انگلیسی: 3258 Somnium، نامگذاری:1983RJ) سه هزار و دویست و پنجاه و هشتمین سیارک کشف شده‌است که در ۸ سپتامبر ۱۹۸۳ کشف شد.
قدر مطلق سیارک برابر ۱۳٫۴۰ است.